# Hale Conservation Park
Hale Conservation Park är en park i Australien. Den ligger i delstaten South Australia, omkring 39 kilometer nordost om delstatshuvudstaden Adelaide.
Närmaste större samhälle är Gawler, omkring 17 kilometer nordväst om Hale Conservation Park. 
I omgivningarna runt Hale Conservation Park växer huvudsakligen savannskog. Runt Hale Conservation Park är det glesbefolkat, med 16 invånare per kvadratkilometer. Genomsnittlig årsnederbörd är 593 millimeter. Den regnigaste månaden är juli, med i genomsnitt 95 mm nederbörd, och den torraste är december, med 13 mm nederbörd.